# Martijn Dieleman
Martijn Dieleman (* Goes, 11 de mayo de 1979) es un exjugador neerlandés de voleibol.

## Biografía
Nacido en Goes (Países Bajos) el 11 de mayo de 1979. Ha participado en los Juegos Olímpicos de Sídney 2000, la Liga Mundial y un Europeo con la selección absoluta de Holanda.
Sus mayores éxitos los ha tenido en Soria con el Numancia donde ganó una Supercopa y dos veces la Copa del Rey aparte de varios subcampeonatos. Fue nombrado mejor jugador de la Supercopa en 1999 y la Copa del Rey de 2001. Ha jugado la Liga de Campeones, Copa CEV, Copa Challenge, Cup Winners Cup y Top Teams Cup con sus equipos.
Ha jugado en clubes de Holanda, España, Suiza, Grecia, Portugal, Francia e Irán y ha estado de prueba en equipos de Italia y Catar.
Finalmente se retiró a los 29 años en el verano de 2008 después de ver que no llegaban ofertas interesantes para seguir jugando.
- Datos: Q9029697